# کارمزدی
آزادکاری یا فریلَنس (به انگلیسی Freelance)، یک شیوهٔ کاری است، که بر پایهٔ آن فرد یا شرکتی قول انجام کاری را، برای یک کارفرما، در ازای دستمزدی مشخص، می‌دهد. آزادکار (به انگلیسی Freelancer یا Freelance worker) کسی است که خدمات خود را به کارفرما ارائه کرده و لزوما پایبند به تعهد بلندمدت نیست. آزادکارها معمولاً ساعتی، روزانه یا پروژه‌ای دستمزد می‌گیرند و آزادکاری اساساً یک کسب‌وکار یک‌نفره است.
زمینه‌هایی که در آن آزادکاری رایج است عبارتند از: موسیقی، چاپ، نویسندگی، برنامه‌نویسی، عکاسی، روزنامه‌نگاری، آرایشگری، ویرایش، طراحی نگاشتاری، طراحی وبگاه، مشاوره، گشتبَری، برخی فعالیت‌های مهندسی معماری.
عملکرد آزادکارها با هم بسیار متفاوت است. بعضی از آن‌ها از مشتری می‌خواهند تا قرارداد امضا کند درحالی که بعضی دیگر کار را با موافقتنامه‌های شفاهی شروع می‌کنند. بعضی از آزادکارها ممکن است هزینه کل پروژه را تخمین زده و پیش‌پرداخت درخواست کنند. 
پرداخت به آزادکارها نیز بسیار متفاوت است، یک آزادکار ممکن است روزانه، ساعتی یا پروژه‌ای دستمزد بگیرد یا به جای دریافت یک مبلغ مشخص، بعضی از آزادکارها از روش ارزش و قیمت‌گذاری مبتنی بر نتیجه کار برای مشتری استفاده می‌کنند. در دیگر روش دریافت درصدی به صورت پیش‌پرداخت انجام می‌شود. برای بعضی از پروژه‌های پیچیده هم به صورت مرحله‌ به مرحله، در هنگام تحویل هر بخش از کار، مبلغ آن قسمت را دریافت می‌کنند.

## تاریخچه واژه (انگلیسی)
اصطلاح Freelancer (نیزه‌دار مستقل) اولین بار در قرن هجدهم به قلم «سر والتر اسکات» در رمان مشهور آیوانهو به کار برده شد و اشاره به سربازهایی داشت که در جنگ‌های قرون وسطایی به صورت مزدور و البته بدون التزام و تعهد به اربابی خاص، می‌جنگیدند یا اصطلاحاً نیزه (lance) می‌زدند. بعدها واژه Freelancer شکل‌های دیگری هم به خود گرفت و کم‌کم به اصطلاحی رایج تبدیل شد. امروزه Freelancer (آزادکار) به معنای کسی است که با گرفتن مزد، به صورت پاره وقت یا ساعتی پروژه‌ای را انجام می‌دهد. البته این روزها Freelance (نیزه‌زنی) دیگر در راستای نیزه زدن یا جنگیدن نیست! و آزادکار کسی است که خدمات تخصصی را به مشتریان یا کارفرمایان، بدون داشتن قرارداد بلندمدت ارائه می‌کند.
هزینه کمتر برای پروژه، انتخاب مجری پروژه بر اساس موفقیت در پروژه‌های قبلی، ارتباط نزدیک‌تر با مجری پروژه از مزایای انتخاب یک آزادکار است.

#### اولین نوشته از آزادکاری
سِر توماس براون مؤلف انگلیسی و سِر والتر اسکات در کتاب آیهوانهو، واژهٔ Free lance (آزادکاری) را برای اولین بار در تاریخ به کار برده‌اند.

این بند اولین نوشته از واژهٔ Free lance (آزادکاری) در طول تاریخ است. گزیده‌ای از این نوشته را می‌خوانید: 
"I offered Richard the service of my Free Lances, and he refused them—I will lead them to Hull, seize on shipping, and embark for Flanders; thanks to the bustling times, a man of action will always find employment"
ترجمه: من به ریچارد فرصت آزادکاری را پیشنهاد دادم، و او آن را رد کرد. من آنها را به هال می‌برم، کشتی‌ها را تصرف می‌کنم و عازم فلاندر می‌شوم. به لطف اوقات پُرتکاپو، مرد عمل که باشی، همیشه شغل پیدا می‌کنی.

## مزایا
انعطاف‌پذیری ساعات کاری
خومختاری
به‌طور کلی آزادکارها از تنوع کاری زیادی نسبت به کارمندان برخوردار هستند. بدون در نظر گرفتن به نیاز به یک درآمد ثابت - معمولاً آزادی عمل بیشتری برای انتخاب زمان و مکان کار خود دارند.
تجربه کارهای متفاوت، از ویژگی‌های آزادکاری است و در نتیجه شبکه‌ای از مشتریان برای خود تشکیل می‌دهند.
افراد می‌توانند همزمان با شغل پاره وقت یا تمام وقتشان، به عنوان شغل دوم به صورت آزادکاری عمل کنند.
افراد آزادکار از لحاظ مکانی محدودیتی ندارند و در هر مکانی قادر به فعالیت هستند.
با توجه به گزارش‌های صنعتِ آزادکاری، زنان و مردان بنا به دلایل گوناگونی، کار با شرایط آزادکاری را به سایر شیوه‌های کاری ترجیح می‌دهند؛ پاسخ‌های دریافت شده طیِ نظرسنجی از زنان، درباره آزادکاری حاکی از آن است که اغلب آن‌ها به دلیل اعمال اختیار بیشتر در برنامه‌ریزی و همچنین انعطاف‌پذیریِ شیوهٔ گفته‌شده، ترجیح می‌دهند به این شیوه کار کنند.
این در حالی است که پاسخ‌های مربوط به نظرسنجیِ مردان، بیشتر نشان دهندهٔ آن است که آن‌ها بنا بر شور و احساسات شخصی چنین شیوه‌ای را نسبت به شیوه‌های دیگر ترجیح می‌دهند.
البته این مطلب هم باید در نظر داشت که آزادکاری، افراد را بیشتر در وضعیت گوشه‌گیری در هنگام فعالیت کاری قرار می‌دهد.

## معایب
عدم اطمینان در ارتباط با مشتریان و قراردادهای غیررسمی و نحوهٔ پرداخت دستمزد می‌تواند برای یک آزادکار، اذیت‌کننده باشد. در ابتدای کار، آزادکاری می‌تواند کاری دشوار باشد زیرا ثابت کردن خود در این شغل، نیاز به زمان دارد. در این کار همه‌چیز بستگی به شهرت و مدت زمان فعالیتی که انجام می‌دهید دارد. به همین خاطر ممکن است دستمزد خوبی در سال‌های شروع به کار دریافت نشود.
برقراری ارتباط مؤثر در طول آزادکاری امری ضروری است. زمان‌هایی وجود دارد که موقعیت کاری بیشتری نسبت به زمان موجود، وجود دارد و آزادکار باید تعهدات خود را نسبت به قرارداد و مشتری نشان دهد؛ بنابراین مدیریت زمان و مهارت کافی، عوامل مهمی در موفقیت یک آزادکار می‌باشد.
آزادکار می‌بایست همه کارها را خودش انجام دهد. حسابداری، بازاریابی، فروش، انجام پروژه، ارتباط با مشتری و ….
امتیازات قانونی نظیر حق بیمه و تسهیلات وجود ندارد.

## نحوه شروع کار به عنوان یک آزادکار
- برای اینکه کسی بتواند به عنوان یک آزادکار کار کند، باید توانمندی‌ها و مهارت‌هایی جهت ارائه به مشتریان احتمالی خود، داشته باشد.
- بعد از اینکه مهارت و شغل خود را انتخاب کرد، باید از طریق یک برنامه مربوط به کسب و کار، وبگاه‌های اینترنتی یا حتی از طریق صفحات مجازی، کارش را معرفی کند.
- وبگاه‌هایی وجود دارند که به افراد این فرصت را می‌دهند تا خود و مهارت‌هایشان را معرفی کنند و نمونه کارهایشان را در آنجا ثبت کنند و برای پروژه‌های سفارش داده شده بدست کارفرمایان، پیشنهاد قیمت ارسال کنند یا کارفرمایان بتوانند آن‌ها را بر اساس نیازهای مجموعه خود انتخاب کنند.
- آن‌ها می‌توانند در همه شبکه‌های اجتماعی کارشان را معرفی کنند، اما یک نمایه لینکدین می‌تواند بسیار مفید باشد چون به عنوان یک کارنامک برخط برای آن‌ها عمل می‌کند. باید به این نکته توجه داشت که کارفرمایان حرفه‌ای از لینکدین استفاده می‌کنند، چون منبع خوبی برای پیدا کردن کارهای انجام شده بدست یک آزادکار است.
- هر آزادکار نیازمند یک شماره گوشی یا تلفن است که مختص به کارش باشد و بتواند در اختیار کارفرمایان قرار دهد.
- یک کارت معرفی با طراحی مناسب نیز می‌تواند در دریافت پروژه‌های متعدد برای آن‌ها مفید باشد.
- با مطالعه و فراهم کردن موارد گفته شده و کشف مهارت‌های شخصی، هر کسی می‌تواند یک آزادکار موفق باشد.

در سال‌های اخیر، گسترش فریلنسری در حوزه‌هایی مانند فناوری اطلاعات و هوش مصنوعی، موجب افزایش تعداد افراد فعال در این زمینه‌ها شده‌است. بر پایهٔ گزارشی منتشرشده در سال ۲۰۲۴، شمار فریلنسرهای فعال در زمینهٔ هوش مصنوعی به بیش از ۷۰ هزار نفر رسیده‌است.